# Distrikt Huaros
Der Distrikt Huaros liegt in der Provinz Canta in der Region Lima in West-Peru. Der Distrikt wurde am 30. Dezember 1944 gegründet. Auf einer Fläche von 327 km² lebten im Jahr 2017 837 Menschen. Im Jahr 1993 lag die Einwohnerzahl bei 1192, im Jahr 2007 bei 921. Verwaltungssitz ist die 3583 m hoch gelegene Ortschaft Huaros mit 342 Einwohnern (Stand 2017). Huaros liegt 9 km nordöstlich der Provinzhauptstadt Canta.

## Geographische Lage
Der Distrikt Huaros liegt im Bergland der peruanischen Westkordillere im äußersten Osten der Provinz Canta. Die östliche Distriktgrenze verläuft entlang der kontinentalen Wasserscheide. Der Bergsee Laguna Chuchón befindet sich an einer Passstraße.
Der Distrikt Huaros grenzt im Südwesten an die Distrikte Huanza, Laraos (beide in der Provinz Huarochirí) und Canta, im Westen an den Distrikt San Buenaventura, im Norden an den Distrikt Atavillos Alto (Provinz Huaral) sowie im Osten an den Distrikt Marcapomacocha (Provinz Yauli).